# 纯番茄汁

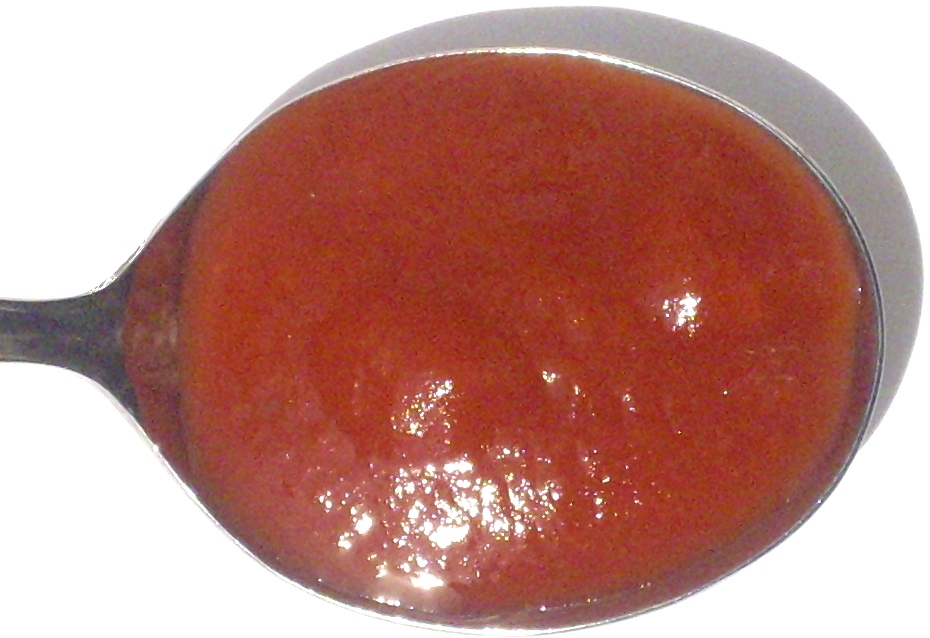
一匙純番茄汁

纯番茄汁（英文：tomato purée）是一种西式料理经常使用的配料，尤其是在南欧的義大利与西班牙料理。纯番茄汁是百分之百番茄去皮后打成汁，煮過，再過濾而成的酱料，一般不含其他糖、盐、醋、澱粉、食用色素等等。

## 類似食物
- 纯番茄汁（purée）：烹飪食材，純番茄製作，較稀。
- 番茄汁（juice）：番茄打成的果汁，可直接飲用或是用來調酒。
- 番茄糊（paste）：烹飪食材，純番茄製作，最濃稠。
- 番茄醬（ketchup）：調味料或沾醬，加了醋、糖、鹽、香料，通常是很一致的黏稠液體，有時甚至可以不用番茄製作，常用來沾薯條或加在日式蛋包飯上面，
- 番茄沙司（sauce）：煮好的醬汁，以番茄為基底，加了其他蔬菜、鹽等材料，常帶有固體，用在義大利麵等食物，包括義大利式蕃茄醬、番茄肉醬。